# Distretto di Cochabamba (Cajamarca)
Il distretto di Cochabamba è uno dei diciannove distretti  della provincia di Chota, in Perù. Si trova nella regione di Cajamarca e si estende su una superficie di 130,01 chilometri quadrati.

Istituito il 2 gennaio 1857, ha per capitale la città di Cochabamba; al censimento 2005 contava 7.098 abitanti.